# Vale reuzennachtzwaluw
De vale reuzennachtzwaluw (Nyctibius grandis) is een vogel uit de familie Nyctibiidae (reuzennachtzwaluwen).

## Verspreiding en leefgebied
Deze soort komt voor van zuidelijk Mexico tot noordelijk Bolivia, Paraguay en zuidoostelijk Brazilië en telt twee ondersoorten:
- N. g. guatemalensis: zuidelijk Mexico en Guatemala.
- N. g. grandis: van Nicaragua tot Panama en via Zuid-Amerika tot centraal Bolivia en zuidelijk Brazilië.